# Polski Komitet Radiowy w Południowej Australii
Polski Komitet Radiowy w Południowej Australii to organizacja polonijna działająca w Adelaide od 1976 zajmująca się przygotowywaniem i nagrywaniem audycji radiowych w języku polskim nadawanych przez radiostację 5EBI FM.

## Historia

### Początki
Język polski można było usłyszeć w południowoaustralijskim radio po raz pierwszy w latach pięćdziesiątych, kiedy to państwo Helena i Zdzisław Samcewiczowie korzystając z uprzejmości radia 5DN nadali kilka okolicznościowych audycji zarówno po polsku jak i po angielsku. Z kolei począwszy od 1968 Wacław Jędrzejczak i Józef Cieśliński nadawali z anteny radiostacji ABC 2, 3 razy w roku polką muzykę oraz krótkie programy radiowe z okazji rocznic narodowych.
Na początku 1975 uniwersytecka rozgłośnia 5UV wyraziła zgodę na regularne, cotygodniowe nadawanie programów po polsku, powstały wówczas "Polski Komiter Środków Przekazu" nadawanie audycji 30 maja tego roku.

### Powstanie Komitetu
11 lipca 1976 w Centralnym Domu Polskim w Adelajdzie odbyło się zebranie założycielskie nowej organizacji – Polskiego Komitetu Radiowego w Południowej Australii, na zebraniu tym uchwalono statut organizacji i wybrano 12-osobowe prezydium. Początkowo siedziba Komitetu był Dom Polski gdzie nagrywano programy, a taśmy z gotowymi programami były przekazywane do radia 5UV. Polskie audycje można było usłyszeć w piątek wieczorem na fali 530 MHz. W lutym 1977 zwiększono emisje polskich programów do dwóch godzin tygodniowo i można ich było słuchać w soboty rano i w niedziele wieczorem. Zgodnie z ówczesnymi przepisami przynajmniej 30% audycji musiało być nadane w języku angielskich.

### Powstanie EBI
W 1978 powstała trzy lata wcześniej wielonarodościowa i multikulturalna organizacja EBI (Ethnic Broadcasting Incorporated) otrzymała licencję na nadawanie programów radiowych i w 1980 Polski Komitet Radiowy przeniósł się ze swoi audycjami do tej stacji dzięki czemu zwiększono częstotliwość nadawania polskich programów do trzech tygodniowo. Od listopada 1980 aż dzisiaj, audycji Polskiego Komitetu Radiowego można słuchać trzy razy w tygodniu, w poniedziałki, czwartki i soboty na częstotliwości 131,1 MHz. Obecnym (2006) prezesem Komitetu jest Stefan Leśnicki OAM, który sprawuje tę funkcję nieprzerwanie od 1998.

## Działalność Komitetu
Oprócz nadawania audycji radiowych w języku polskim Komitet regularnie organizował i organizuje zbiórki funduszy przeznaczone dla Polski. Znaczna część czasu antenowego jest poświęcona na ogłoszenia lokalne informujące o działalności innych organizacji polonijnych.